# Troilus a Kressida

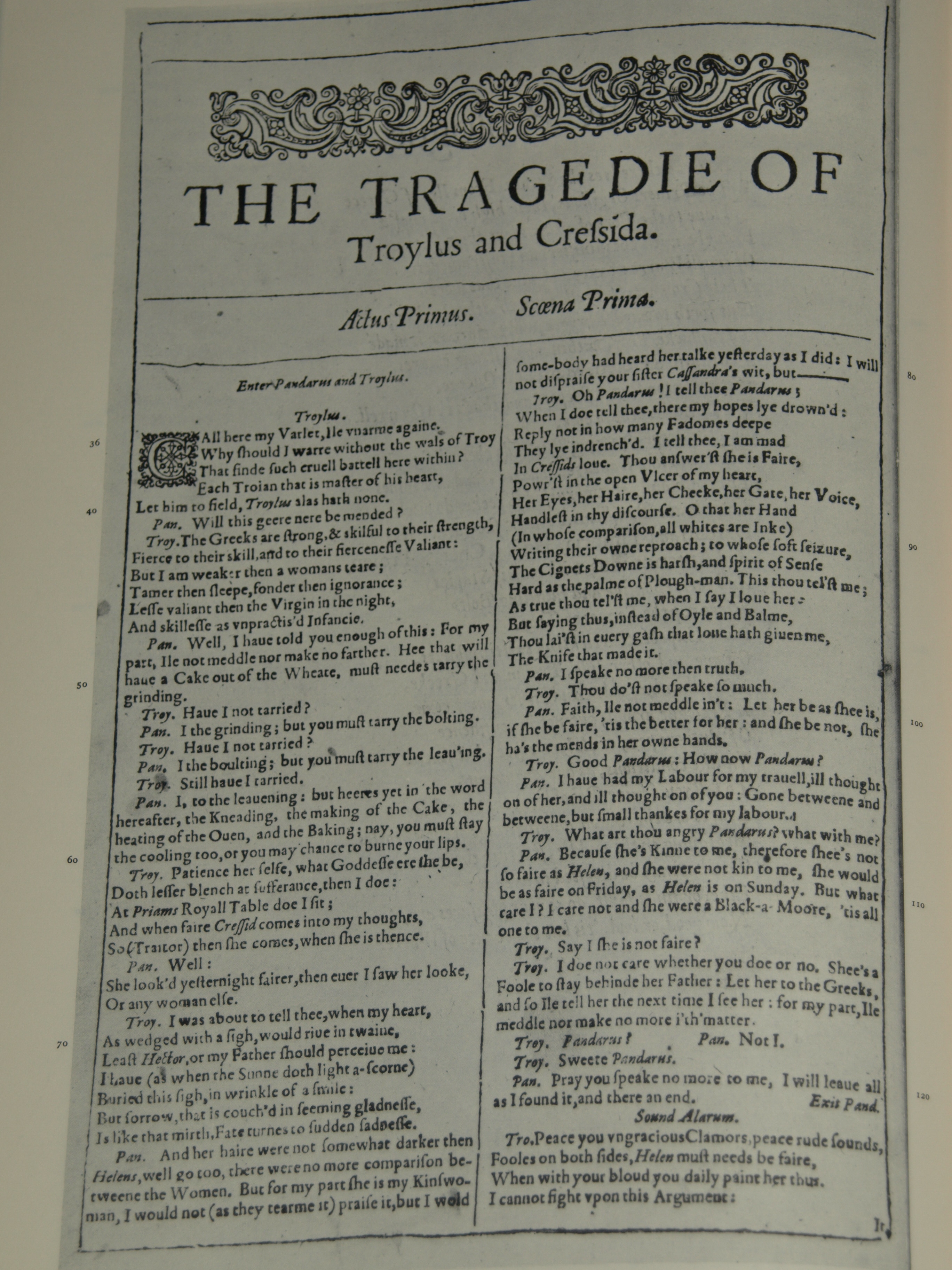
Faksimile první strany Troila a Kressidy z vydání z roku 1623

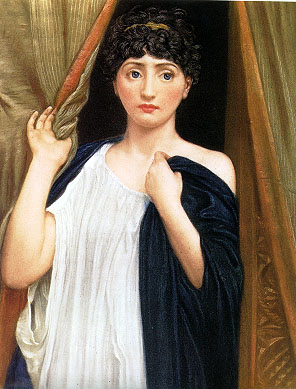
Kressida;
Edward John Poynter (1888)

Troilus a Kressida je tragédie anglického dramatika Williama Shakespeara, zřejmě napsaná v roce 1602.
V průběhu hry tón vyprávění osciluje mezi oplzlou komičností a tragickou melancholií a divák či čtenář často jen obtížně rozeznává, jak má na děj reagovat. Hra konstantně přehodnocuje vnitřní hodnoty, jako je hierarchie, čest a láska. Příběh Troila a Kressidy se odehrává v době Trojské války, pochází však ze středověku a není součástí řecké mytologie. Shakespeare se nechal inspirovat především Chaucerovou verzí příběhu.

## Postavy

### Trójané
- Priamus, král Tróje
- Priamovy děti Kassandra (věštkyně), Hektor, Troilus, Paris, Déifobos, Helenos a Margarelon (bastard)
- Andromache, Hektorova žena
- Aeneas, vůdce
- Antenor, další vůdce
- Kalchas, trojský kněz
- Kressida, jeho dcera
- Alexandr, Kressidin sluha
- Pandarus, Kressidin strýc

### Řekové
- Agamemnon, mykénský král, vůdce řecké invaze
- Achilles, vojevůdce
- Ajax, vojevůdce
- Diomedes, vojevůdce
- Nestor, moudrý a výmluvný vojevůdce, nejstarší z Řeků
- Odysseus, král Ithaky
- Menelaos, král Sparty, bratr Agamemnona
- Helena, manželka Meneláova, milenka Paridova
- Patroklos, Achillův přítel

## Děj

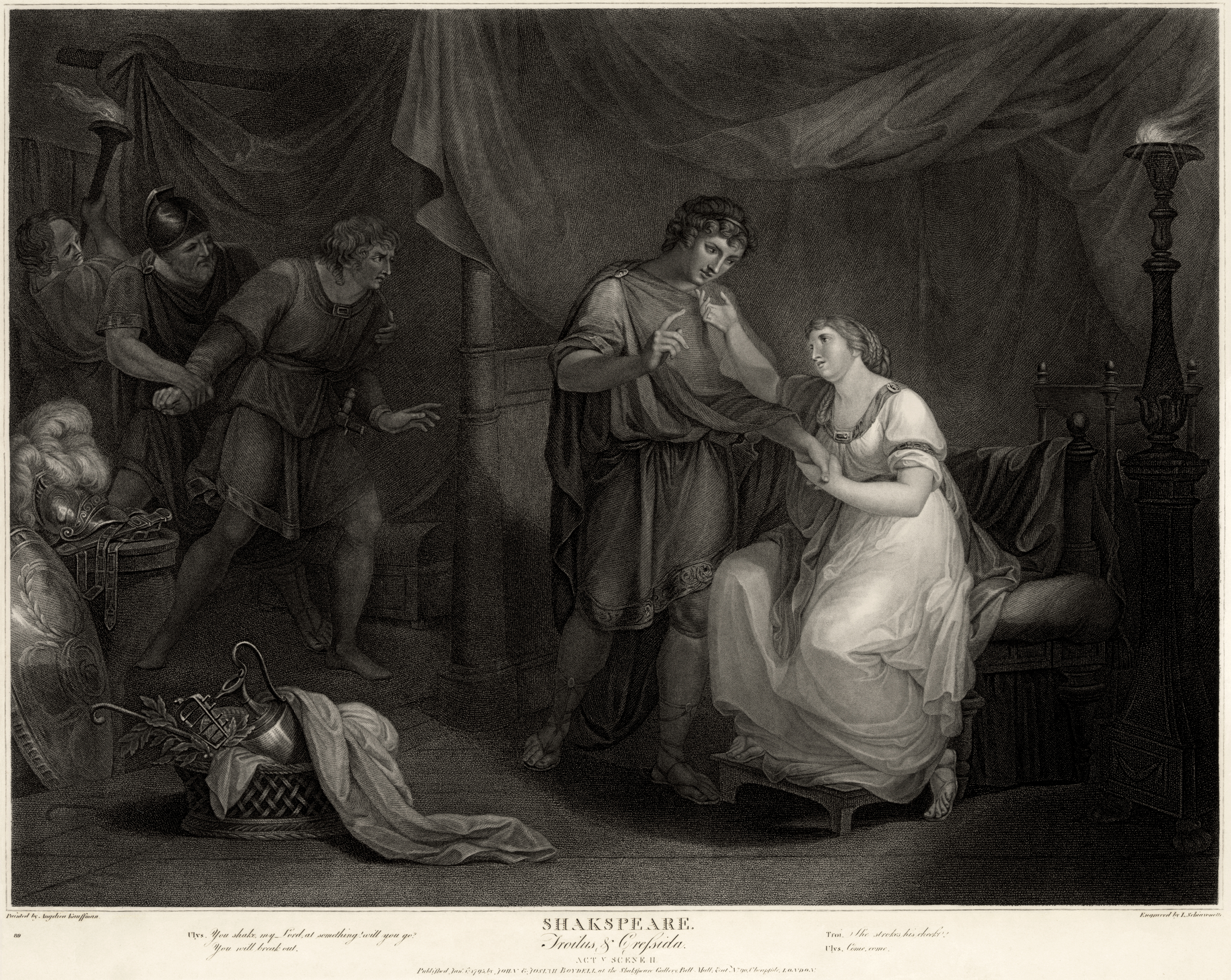
Troilus sleduje svou manželku v milostné rozmluvě s Diomedem, Odysseus a ostatní se ho snaží zadržet; Angelica Kauffmann

Během sedmi let Trojské války se trojský princ Troilus zamiluje do Kressidy, dcery trojského kněze, který přeběhl na řeckou stranu. Pomáhá mu její strýc Pandarus. Mezitim se v řeckém táboře Agamemnon diví, proč jsou jeho velitelé tak skleslí a pesimističtí. Lstivý Odysseus mu poví, že důvodem je nedostatek respektu k autoritám, kterou způsobuje chování největšího řeckého válečníka Achilla, který odmítá bojovat a místo toho tráví čas ve stanu se svým přítelem (a milencem) Patroklem. Brzy poté přijde od Hektora, trojského prince a jejich největšího bojovníka, nabídka na boj muže proti muži. Odysseus rozhoduje, že by to měl být tvrdohlavý hlupák Aiás, ne Achilles, v naději, že to raní Achillovu pýchu a ten začne znovu bojovat.
V Tróji synové krále Priama rozmlouvají o tom, jestli stojí za to dále bojovat, nebo mají Řekům vrátit Meneláovu manželku Helenu a ukončit boje. V noci svádí Pandarus prince Troila a Kressidu dohromady a poté, co si slíbí věčnou věrnost, je zavede do ložnice, aby tam konzumovali svoji lásku.
Mezitím Kressidin otec, zrádný trojský kněz Kalchás, žádá řecké velitele, aby vyměnili trojské zajatce za jeho dceru. Velitelé souhlasí a příštího rána se výměna uskuteční. Odpoledne spolu bojují Hektor a Aiás a výsledkem je mírová remíza. Když řecký tábor usne, Odysseus zavede Troila do Kalchásova stanu, kde trojský princ z úkrytu sleduje, jak Kressida souhlasí, že se stane milenkou Řeka Diomeda.
Příštího dne jde Hektor do boje, ačkoliv ho varovaly předtuchy jeho manželky, sestry i otce. Rozhněvaný Troilus ho doprovází. Trójané zatlačují Řeky zpět, ale Patrokles je zabit, což pomstychtivého Achilla zapojí zpět do války. Achilles Hektora nedokáže porazit v boje muže proti muži, ale později ho zastihne neozbrojeného a společně se skupinou řeckých válečníků ho zavraždí. Achilles poté vláčí Hektorovo tělo kolem hradeb Tróje. Hra končí ústupem trojských bojovníků zpět do města, kde truchlí za svého padlého hrdinu.

## Inscenace v České republice
- 2012 Národní divadlo, režie: David Radok, premiéra 6. prosince 2012[1]
- 2006 Divadlo Na zábradlí, režie: Jiří Pokorný, premiéra: 27. listopadu 2006[2]